# Willem Lodewijk Gymnasium
Het Willem Lodewijk Gymnasium (WLG) is een christelijk categoraal gymnasium in Groningen. De school telde 710 leerlingen gedurende het schooljaar 2022-2023.

## Algemeen
Op 11 maart 1909 werd door een vereniging van ouders een christelijk gymnasium geopend in Groningen. Gereformeerden en Nederlands-hervormden vonden elkaar in een overeenkomst die de stichting van een gezamenlijke school mogelijk maakte.
De school is vernoemd naar Willem Lodewijk van Nassau. Een gedenkplaat in het trappenhuis herinnert aan oud-WLG'ers die tijdens de oorlogsjaren omkwamen.

### Onderwijskwaliteit
De school is in 2019 door de Onderwijsinspectie beoordeeld met 'Goed'.

### Eeuwfeest
In september 2009 vierde het Willem Lodewijk Gymnasium zijn honderdjarige bestaan. Met een feestweek, waarin onder andere een reünie was opgenomen, werd dit gevierd. Thema was "Honderd jaar Terug in de Tijd" - de leraren gaven les als in 1909 en eenieder was verkleed als leraar/scholier uit 1909. Ook werd er een kerkdienst gehouden met als thema's vergankelijkheid, ouderdom en liefde.

### Oud-leerlingen
Oud-leerlingen zijn onder anderen Seth Gaaikema (cabaretier, musicalschrijver en vertaler), Gerrit Krol (schrijver), Peter Kuipers Munneke (weerman), Peter Hein van Mulligen (o.m. woordvoerder CBS), Alexander Brouwer (beachvolleybalspeler), Wim Zielhuis (politicus), Nastja van Strien, Nyassa Alberta (musicalster) en Arjen Lubach (creatieve duizendpoot).

### Schoolverenigingen
De school kent tevens enkele verenigingen:
- Rhetorica (Feestcommissie)
- Sportcommissie
- Uit de Kunst! (Culturele theater-, muziek-, architectuur- en filmvereniging)
- Schoolkoor
- Leerlingenraad
- Klankbordgroepen
- Debateendjes (Debatclub)
- De GSA (Gender & Sexuality Alliance)
- Dichterbijtjes (Dichtclub/Schooldichterscollectief)

## Gebouwen

### Oosterstraat
Het eerste schoolpand werd geopend aan de Oosterstraat op nummer 46. In 1923 verhuisde het gymnasium naar Oosterstraat 11, waar later de mislukte Willem Lodewijkpassage in gevestigd werd, en waar nog steeds de naam van de school op de gevel staat. Het pand staat te huur.

### Nieuwbouw
Toen het leerlingenaantal sterk steeg en het pand aan de Oosterstraat te klein werd, werd in 1967 begonnen met de nieuwbouw aan de Verzetsstrijderslaan 220 nabij het Stadspark. In 1969 werd het gebouw in gebruik genomen. In 2003 werden er kleine renovaties aan de school verricht en werd onder andere het oude conciërgehuis verbouwd tot een nieuwe mediatheek. In het schooljaar 2006-2007 werd er een aanbouw geplaatst aan de kant van de Ring Groningen. In april 2021 werd in het gymnasium een grootschalige aanbouw gestart aan de kant van de school die uitkijkt op de Verzetsstrijderslaan. Er zullen extra lokalen voor de technische vakken gerealiseerd worden. In maart 2022 kon de vleugel ingehuldigd worden met drie ruime theorielokalen, twee nieuwe bètalokalen, werkruimtes en ook een bijkomend plein.